# Verkleyomyces
Verkleyomyces is een monotypisch geslacht van schimmels uit de familie Dermateaceae. Het bevat alleen Verkleyomyces illicii.